# Elezioni politiche a San Marino del 1974
Le elezioni politiche a San Marino del 1974 si tennero l'8 settembre per il rinnovo del Consiglio Grande e Generale.

## Sistema elettorale
Erano elettori tutti i cittadini sammarinesi che avessero compiuto i 24 anni. L'elettorato passivo è riconosciuto alle donne e le prime donne sono elette nel Consiglio Grande e Generale.

## Risultati
| Partito Democratico Cristiano Sammarinese   | 5 451  | 39,63 | 25 |  |  |  |
| Partito Comunista Sammarinese               | 3 246  | 23,60 | 15 |  |  |  |
| Partito Socialista Indipendente Sammarinese | 2 219  | 16,13 | 9  |  |  |  |
| Partito Socialista Sammarinese              | 1 914  | 13,92 | 8  |  |  |  |
| Comitato Difesa Repubblica                  | 407    | 2,96  | 1  |  |  |  |
| Partito Democratico Popolare                | 272    | 1,98  | 1  |  |  |  |
| Movimento Libertà Statutarie                | 223    | 1,62  | 1  |  |  |  |
| Movimento Comunista Marxista-Leninista      | 121    | 0,88  | –  |  |  |  |
| Totale                                      | 13 753 | 100   | 60 |  |  |  |
|                                             |        |       |    |  |  |  |
| Voti non validi                             | 333    | 2,36  |    |  |  |  |
| Votanti                                     | 14 086 | 79,70 |    |  |  |  |
| Elettori                                    | 17 673 |       |    |  |  |  |

La maggioranza è formata da PDCS e PSS.
Dopo alcune tensioni nella maggioranza, nel 1978 vengono indette elezioni anticipate.